# Skyline (Alabama)
Pour les articles homonymes, voir Skyline.
Skyline est une municipalité américaine située dans le comté de Jackson en Alabama.
Selon le recensement de 2010, sa population est de 851 habitants. La municipalité s'étend sur 4,00 milles carrés (10,36 km2).

## Histoire

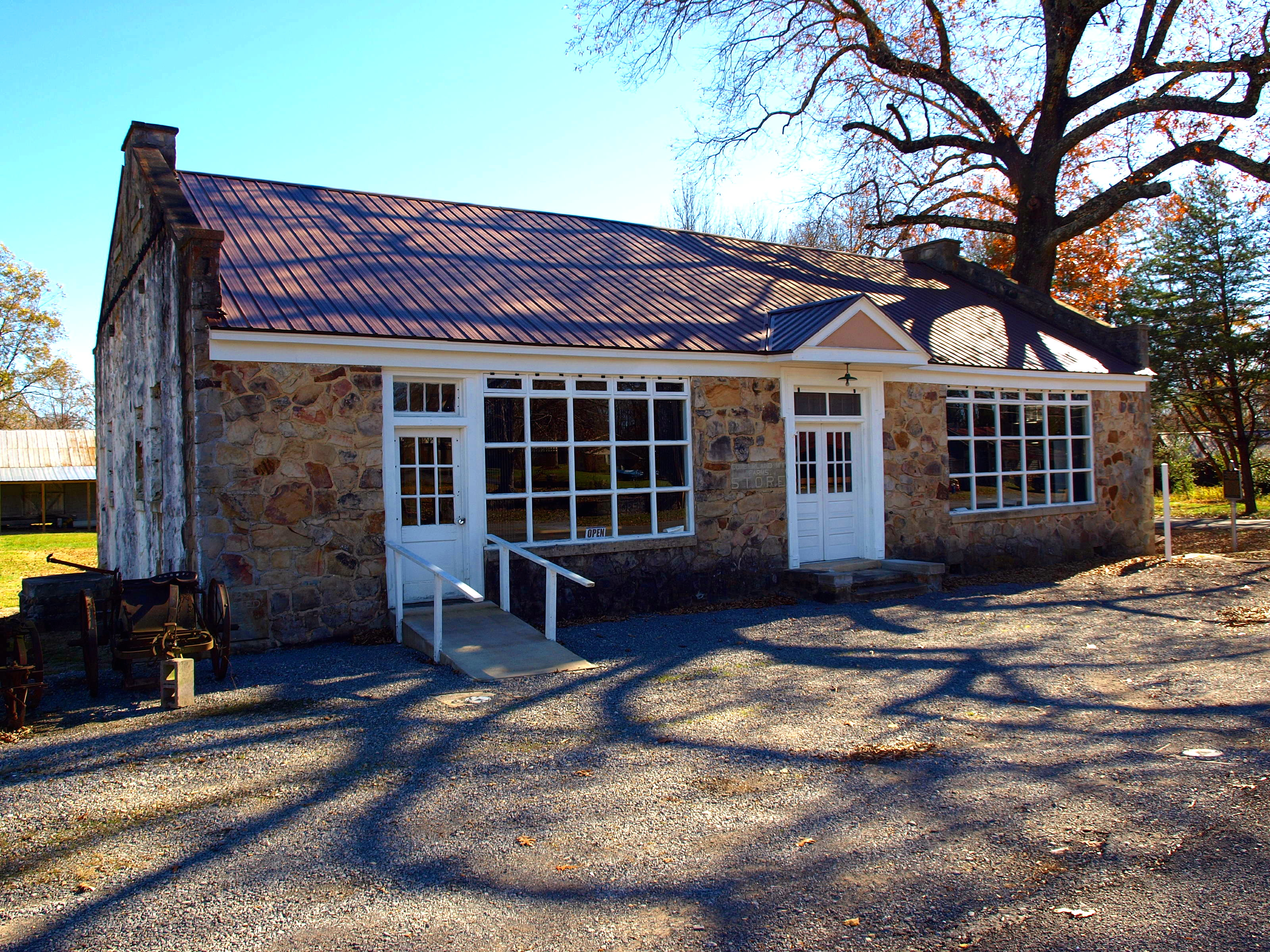
L'économe des Skyline Farms, inscrit au Registre national des lieux historiques.

La localité est fondée dans les années 1930 dans le cadre du New Deal. Le projet des Cumberland Mountain Farms, qui deviendront les Skyline Farms, doit permettre à des citoyens pauvres d'acquérir des terres. L'actuelle Skyline, qui devient une municipalité en 1985, se trouve à quelques kilomètres au nord des Skyline Farms. La ville doit son nom, qui signifie « horizon », à sa localisation dans des montagnes.

## Démographie
| 1990 | 2000 | 2010 | - |
| ---- | ---- | ---- | - |
| 740  | 843  | 851  | - |